# 圖里半島

圖里半島位置

圖里半島是俄羅斯西北部的半島，位於摩爾曼斯克州內科拉半島南部，半島毗鄰白海、地勢多山，長15公里、闊10公里，最高點海拔172米，近岸最大水深238米。